# 巴克船

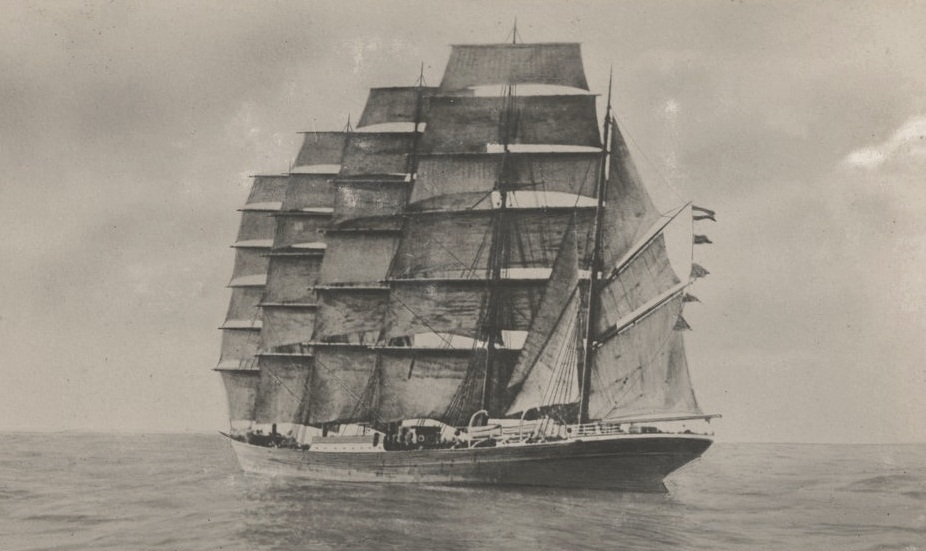
五桅的巴克船。

巴克船（barque、barc、bark）是有三根以上桅杆，除最末桅为纵帆，其余桅均为横帆的帆船。

## 特征

巴克船帆装

18世纪末期出现的一种船型，barque词根源自拉丁语barca，经法语转入英语。特指三根以上的桅杆、最后一根桅杆上挂纵帆，其他所有桅杆均为横帆的帆船。与之相比，全帆装船所有桅杆均挂横帆，前桅横帆三桅船则是除了前桅横帆其他桅杆都挂纵帆。
在地中海周边国家尤其是意、法出现的，结合了欧式全帆装船和中东斜衍帆船/Felucca的船型，在风帆时代十分盛行于商船，因其容量与全帆装船相近而所需人手较少，作为商用船非常合适。
地中海水域较东面的红海宽广，但又不及西面大西洋有稳定的信风，巴克船帆装结合了两地帆船的优点。相比适合抢风航行的纵帆船，和适合利用季节风长距离航行的全帆装横帆船，兼具了纵帆的操控性并有横帆的巨大帆面积，后期很多大型铁身帆船也采用了此类帆装。
在巴昆廷船和巴克船之间还有一种过渡变型称为驢巴克船，则是前桅装备横帆，末桅装备纵帆，中间1-2桅前上部横帆，后下部纵帆。

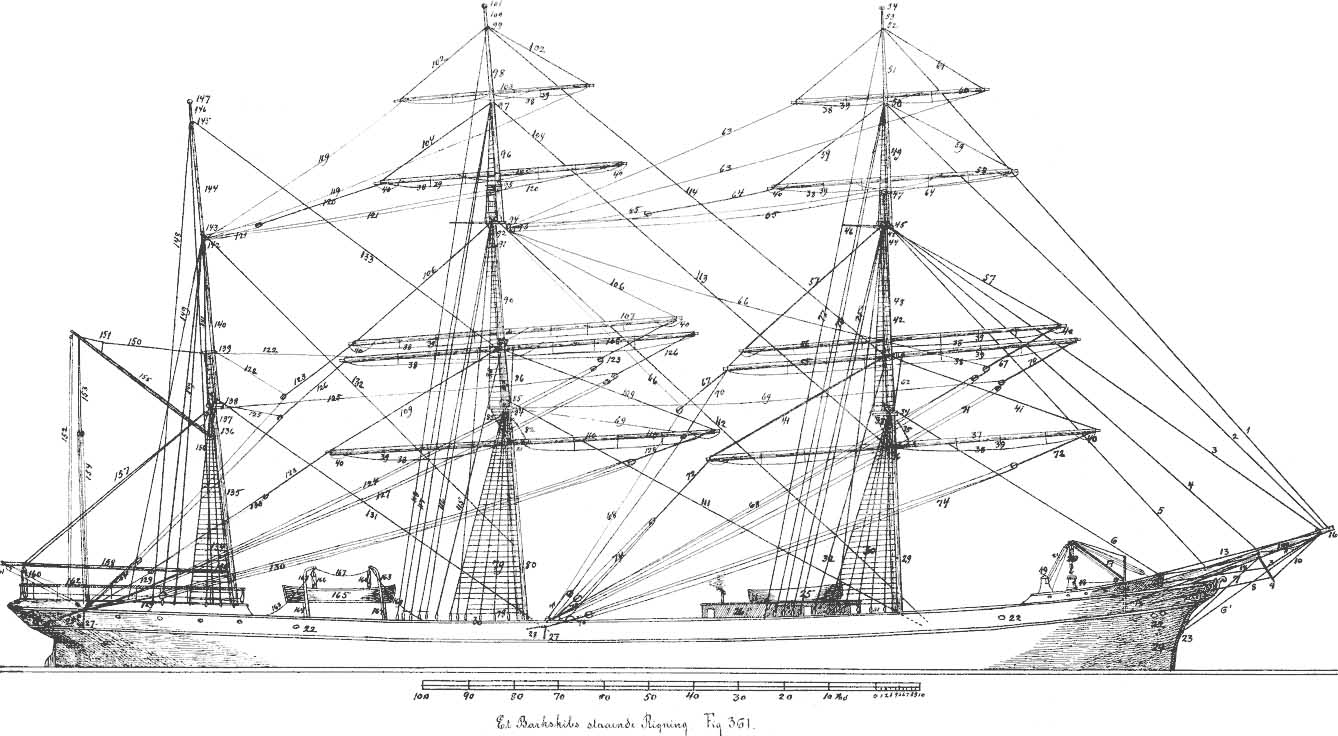
一艘巴克船的索具示意图

## 历史上著名的巴克船
- 努力號，排水量為368吨，可乘載94人。詹姆斯·庫克船长发现澳洲时所乘坐的船只。努力号事实上是全横帆帆装，原本是运煤船。当时皇家海军购买下来用于科学考察，为了跟海军中另一艘同名的努力号区别开来，就登记为巴克船。[1]

## 目前存世的巴克船
- 波美拉尼亚号（Pommern），是目前唯一以原始状态保存的铁身三桅帆船。现在是海事博物馆，停泊在芬兰奥兰群岛。
- Sigyn号，建于1887年的商用巴克船。现在是海事博物馆，停泊在瑞典图尔库
- 查尔斯·W·摩根号（Charles W. Morgan）[2]，建于1841年的捕鲸船，于1921年退役。现在是海事博物馆，停泊在美国康涅狄格州[3]
- 鵰号（USCGC Eagle WIX-327），目前仍在美国海岸警卫队服役。1936年建于德国，被俘获后成为战利品用作海岸警卫队的训练船。
- 詹姆斯·克莱格号（James Craig），原建于1874年的铁身巴克船。现为悉尼海事博物馆重制。
- 印度之星号（Star of India），是目前仍可航行的最老的船舶之一，始建于1863年，当时为全帆装船，后于1901年改制为巴克船。现在是海事博物馆，停泊在美国圣地亚哥

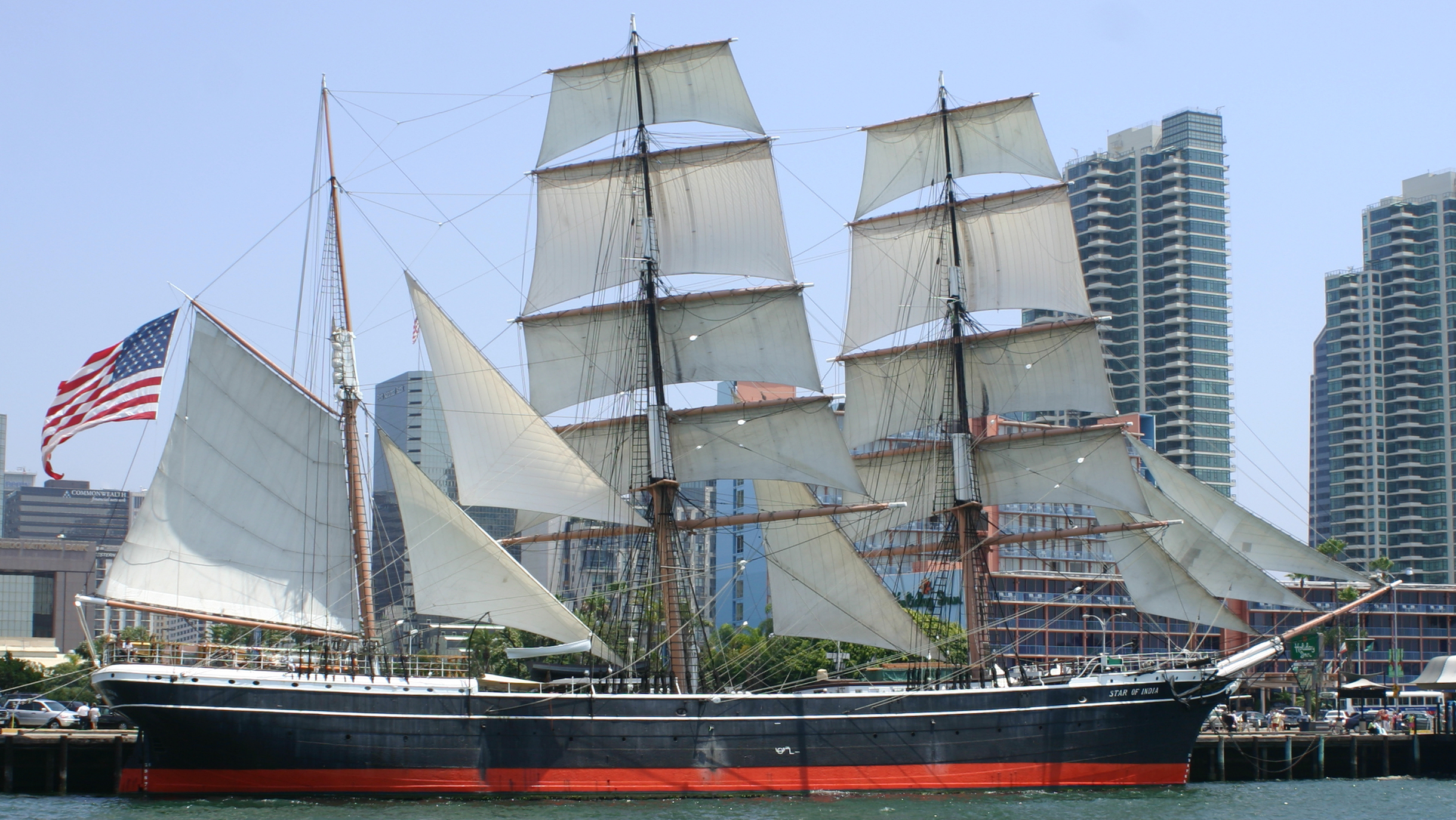
停泊在圣地亚哥湾的印度之星号巴克船

- 海王丸[4]，日本于1930年建造的四桅训练用帆船，目前停泊在富山县射水市